# Kotschanowitz
Kotschanowitz, polnisch Chocianowice (1936–1945: Kiefernrode) ist ein Dorf im polnischen Powiat Kluczborski der Woiwodschaft Oppeln. Es gehört zur zweisprachigen Gemeinde Gross Lassowitz.

## Geographie

### Geographische Lage
Kotschanowitz liegt im Nordwesten der historischen Region Oberschlesien. Der Ort liegt rund zehn Kilometer nordöstlich vom Gemeindesitz Groß Lassowitz, sechs Kilometer südöstlich von der Kreisstadt Kluczbork (Kreuzburg OS) und 47 Kilometer nordöstlich von der Woiwodschaftshauptstadt Oppeln.
Nördlich von Kotschanowitz fließt der Stober. Ebenfalls nördlich verläuft die Bahnstrecke Lublinitz–Kreuzburg.

### Nachbarorte
Nachbarorte von Kotschanowitz sind im Nordosten Bąków (dt. Bankau), im Südosten Schiorke (poln. Ciarka), im Süden Grunowitz (Gronowice) und Klein Lassowitz (Lasowice Małe), im Westen Kuniów (dt. Kuhnau) sowie im Nordwesten Kluczbork (Kreuzburg).

## Geschichte

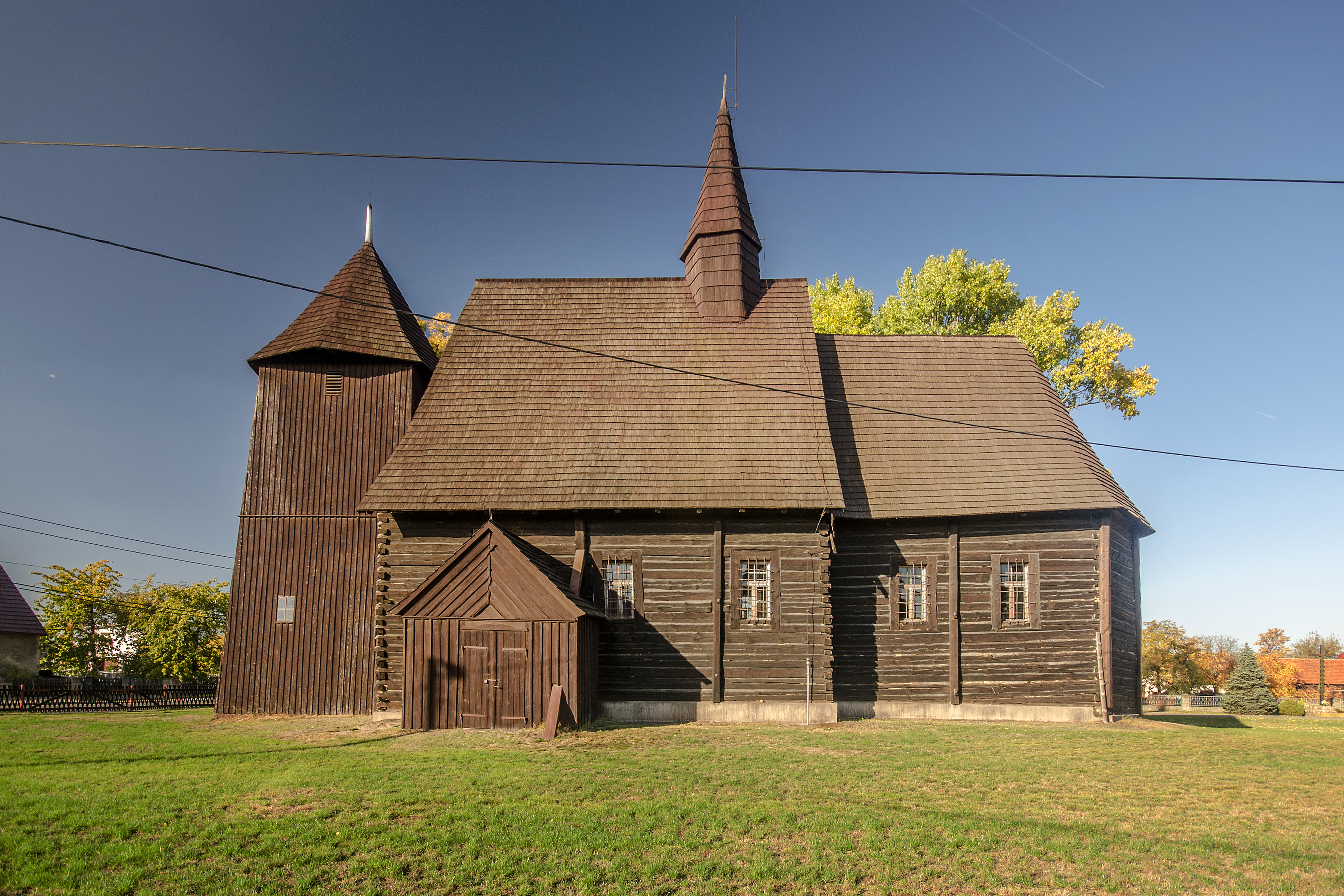
Schrotholzkirche

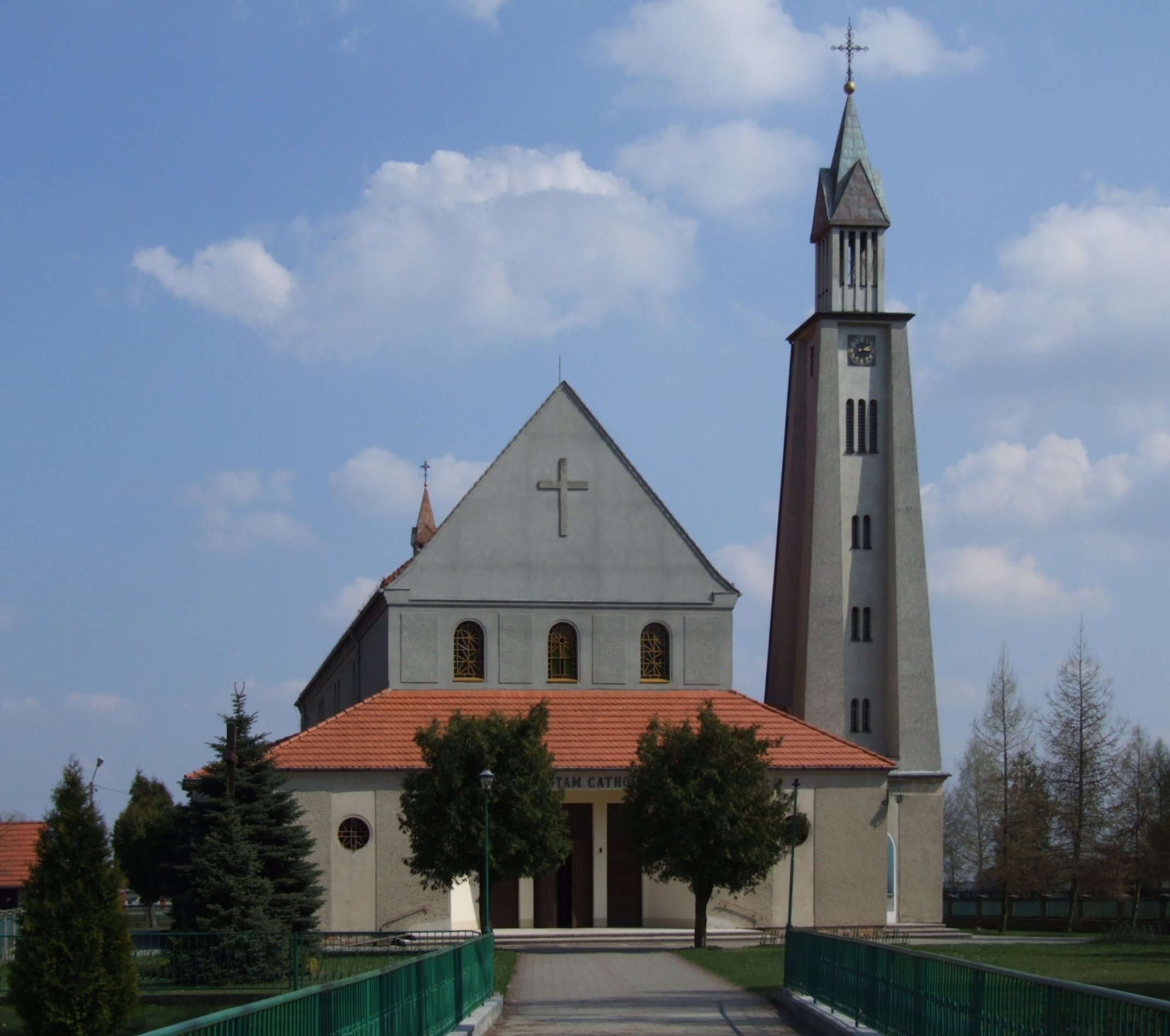
Die Marienkirche

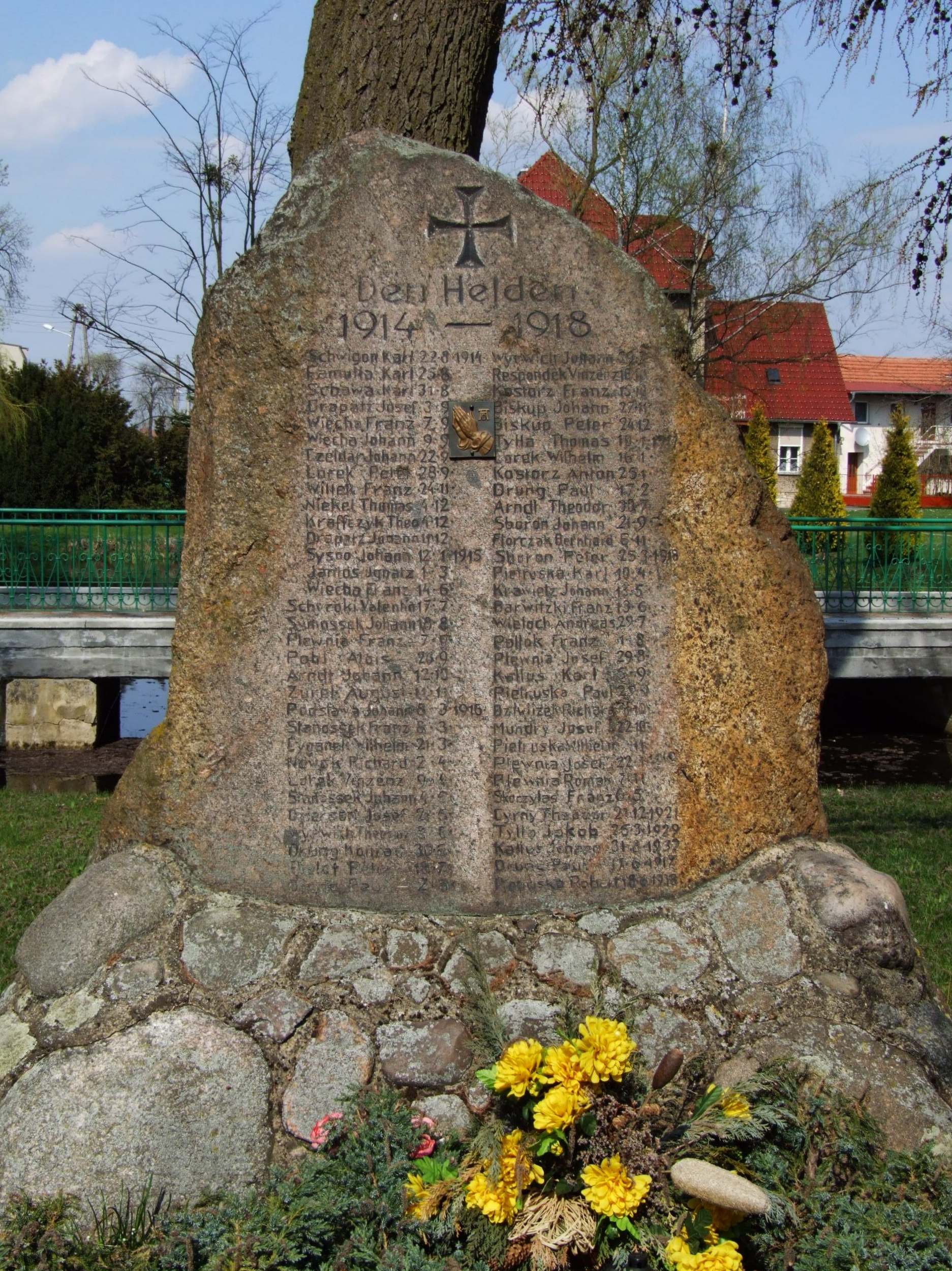
Gefallenendenkmal für die Gefallenen des Ersten Weltkriegs

Der Ort entstand spätestens im 13. Jahrhundert und wurde am 2. November 1252 in der Gründungsurkunde von Kreuzburg erstmals urkundlich erwähnt. 1534 erfolgte die Erwähnung des Dorfes als Krzezanowitz.
1662 wird im Ort die Schrotholzkirche erbaut.
Nach dem Ersten Schlesischen Krieg 1742 fiel Kotschanowitz an Preußen. Bis zur Säkularisation gehörte das Dorf der Kreuzherren-Commende in Kreuzburg, danach dem Domänenfiskus. Nach der Neuorganisation der Provinz Schlesien gehörte die Landgemeinde Kotschanowitz ab 1816 zum Landkreises Rosenberg O.S. im Regierungsbezirk Oppeln. 1845 bestanden im Dorf eine katholische Kirche, eine katholische Schule und 141 weitere Häuser. Im gleichen Jahr lebten in Kotschanowitz 1020 Menschen, davon 28 evangelisch und vier jüdisch. 1865 war Kotschanowitz sehr reich an Handwerkern, ansässig waren ein Bäcker, zwei Schuhmacher, ein Schneider, vier Maurer, zwei Schmiede, ein Schlosser, ein Leinweber, zwei Wassermüller und zwei Hand-Graupenmüller. Ferner zwei Viktualienhändler, zwei Schankwirte, zwei Zivilstaatsbeamte, vier Kommunalbeamte, sowie mehrere Knechte und Mägde, Tagelöhner und Handarbeiter. Neben eine Kirche, waren eine katholische Schule, zwei Kretschams, sieben Fabrikgebäude, Mühlen und Privatmagazine vorhanden.
Bei der Volksabstimmung in Oberschlesien am 20. März 1921 stimmten im Ort 756 Wahlberechtigte für einen Verbleib Oberschlesiens bei Deutschland und 192 für eine Zugehörigkeit zu Polen. Kotschanowitz verblieb nach der Teilung Oberschlesiens beim Deutschen Reich. 1925 lebten im Ort 1494 Menschen, 1933 wiederum 1508 Menschen. 1936 wurde der Ort im Zuge einer Welle von Ortsumbenennungen der NS-Zeit in Kiefernrode umbenannt. 1939 zählte Kiefernrode 1931 Einwohner. Bis 1945 befand sich der Ort im Landkreis Rosenberg O.S.
1945 kam der bis dahin deutsche Ort unter polnische Verwaltung und wurde anschließend der Woiwodschaft Schlesien angeschlossen und ins polnische Chocianowice umbenannt. 1950 kam der Ort zur Woiwodschaft Oppeln. 1999 kam der Ort zur Woiwodschaft Oppeln und zum wiedergegründeten Powiat Kluczborski. Am 16. August 2010 erhielt der Ort zusätzlich den amtlichen deutschen Ortsnamen Kotschanowitz.

## Sehenswürdigkeiten
- Die Schrotholzkirche St. Mariä Geburt (poln. Kościół pw. Nawiedzenia NMP) wurde 1662 erbaut. Bereits 1376 wurde eine Kirche im Ort erwähnt. Bis zur Säkularisation gehörte die Kirche zur Kreuzherren-Commende in Kreuzburg. Die Kirche besitzt ein flachgedecktes Landhaus sowie ein dreiseitig geschlossenen Chor an der Ostseite. An der Westseite befindet sich ein freistehender Glockenturm. Der barocke Hauptaltar und die Kanzel entstanden vermutlich um 1726. 1954 wurde das Gebäude unter Denkmalschutz gestellt.[6]
- Direkt hinter der Schrotholzkirche wurde zwischen 1958 und 1959 eine neue katholische Pfarrkirche erbaut. Sie wurde ebenfalls der St. Mariä Geburt geweiht. Aus der alten Schrotholzkirche wurde dorthin eine Reihe von Kunstwerken überführt: in den Chor ein spätgotisches Gemälde Muttergottes mit Kind vom Anfang des 16. Jahrhunderts sowie Heiligenfiguren vom früheren Hauptaltar. Auf der Kanzel gibt es eine Christusfigur vermutlich von 1726. Dazu kommt die Taufanlage aus dem ersten Viertel des 18. Jahrhunderts.[7]
- Gedenkstein für die Gefallenen des Ersten Weltkriegs
- Gedenkstein für die Gefallenen des Zweiten Weltkriegs
- Wegekreuz